# Liste der Bodendenkmäler in Eckersdorf
Auf dieser Seite sind die Bodendenkmäler in der oberfränkischen Gemeinde Eckersdorf zusammengestellt. Diese Tabelle ist eine Teilliste der Liste der Bodendenkmäler in Bayern. Grundlage ist die Bayerische Denkmalliste, die auf Basis des Bayerischen Denkmalschutzgesetzes vom 1. Oktober 1973 erstmals erstellt wurde und seither durch das Bayerische Landesamt für Denkmalpflege geführt wird. Die folgenden Angaben ersetzen nicht die rechtsverbindliche Auskunft der Denkmalschutzbehörde.

## Bodendenkmäler in Eckersdorf
| Lage       | Objekt | Akten-Nr.     | Bild |
| ---------- | --- | ------------- | ---- |
| (Standort) | Eisenverhüttungsplatz vor- und frühgeschichtlicher oder mittelalterlicher Zeitstellung.                                                                | D-4-6034-0037 |      |
| (Standort) | Grabhügel vorgeschichtlicher Zeitstellung. | D-4-6034-0038 |      |
| (Standort) | Burgstall des Mittelalters und der frühen Neuzeit. | D-4-6034-0048 |      |
| (Standort) | Freilandstation des Mesolithikums und Wüstung des Hochmittelalters.                                                                                    | D-4-6034-0049 |      |
| (Standort) | Vorgängerbau sowie Befunde des Mittelalters und der frühen Neuzeit im Bereich der Evang.-Luth. Pfarrkirche St. Peter und Paul von Busbach              | D-4-6034-0084 |      |
| (Standort) | Vorgängerbau sowie Befunde des Mittelalters und der frühen Neuzeit im Bereich der Evang.-Luth. Pfarrkirche St. Johannes d.T. von Neustädtlein am Forst | D-4-6034-0091 |      |
| (Standort) | Verebnete frühneuzeitliche Sternschanze | D-4-6034-0094 |      |
| (Standort) | Vorgängerbau sowie Befunde des Mittelalters und der frühen Neuzeit im Bereich der Evang.-Luth. Pfarrkirche von Tröbersdorf                             | D-4-6034-0096 |      |
| (Standort) | Befunde des Mittelalters und der frühen Neuzeit im Bereich des abgegangenen Schlosses von Eckersberg                                                   | D-4-6035-1016 |      |
| (Standort) | Befunde des Mittelalters und der frühen Neuzeit im Bereich der Evang.-Luth. Pfarrkirche St. Ägidius von Eckersberg                                     | D-4-6035-1017 |      |
| (Standort) | Abgegangene mittelalterliche Burg sowie Befunde der frühen Neuzeit im Bereich von Schloss Fantaisie mit zugehörigen Parkanlagen                        | D-4-6035-1019 |      |